# Apache / Havoc : Frères ennemis
Apache / Havoc : Frères ennemis (Enemy Engaged: Apache vs Havoc) est un jeu vidéo de simulation de combat aérien développé par Razorworks et édité par Empire Interactive, sorti en 1998 sur Windows. Il met en scène les hélicoptères AH-64 Apache et le Mil Mi-28 Havoc.
Il a pour suite Enemy Engaged: RAH-66 Comanche vs. KA-52 Hokum et Enemy Engaged 2.

## Accueil
- Jeuxvideo.com : 14/20[1]